# 大阪府道29号大阪臨海線
大阪府道29号大阪臨海線（おおさかふどう29ごう おおさかりんかいせん）は、大阪府大阪市福島区から同府泉佐野市に至る主要地方道に指定された府道である。

## 概要
阪神高速4号湾岸線や国道26号と平行して大阪府を南北に通っている。大阪市内では新なにわ筋の愛称がある。
堺市堺区以南は阪神高速4号湾岸線が真上を通っていることが多い。
大部分が堺泉北臨海工業地帯や周辺の工業地域を通っている。
空連道以南の大阪府道63号泉佐野岩出線同様、国道26号、大阪府道204号堺阪南線の補完的な役割も担っている。
春木だんじり祭と岸和田だんじり祭の開催期間中は木材町交差点から地蔵浜北交差点の区間が通行止めとなる。

### 路線データ
- 起点：大阪府大阪市福島区吉野（野田阪神前交差点、国道2号交点）
- 終点：大阪府泉佐野市りんくう往来北（空連道臨海北交差点、国道481号・関西国際空港連絡橋交点）

## 路線状況

### 別名
- 新なにわ筋（大阪市域）
- 電車道／三宝線（芦原橋交点 - 北公園前交点。かつて大阪市電三宝線が通っていたため）

### 重複区間
- 大阪府道5号大阪港八尾線（大阪市西成区南津守・南津守交差点・大阪市西成区南津守・北加賀屋郵便局前交差点）
- 大阪府道42号・179号住吉八尾線（大阪市住之江区北加賀屋・北加賀屋交差点 - 大阪市住之江区南加賀屋・南加賀屋4交差点）

## 地理

### 通過する自治体
- 大阪府
  - 大阪市（福島区 - 北区 - 西区 - 浪速区 - 西成区 - 住之江区） - 堺市（堺区 - 西区） - 高石市 - 泉大津市 - 泉北郡忠岡町 - 岸和田市 - 貝塚市 - 泉佐野市

### 交差する道路
大阪市

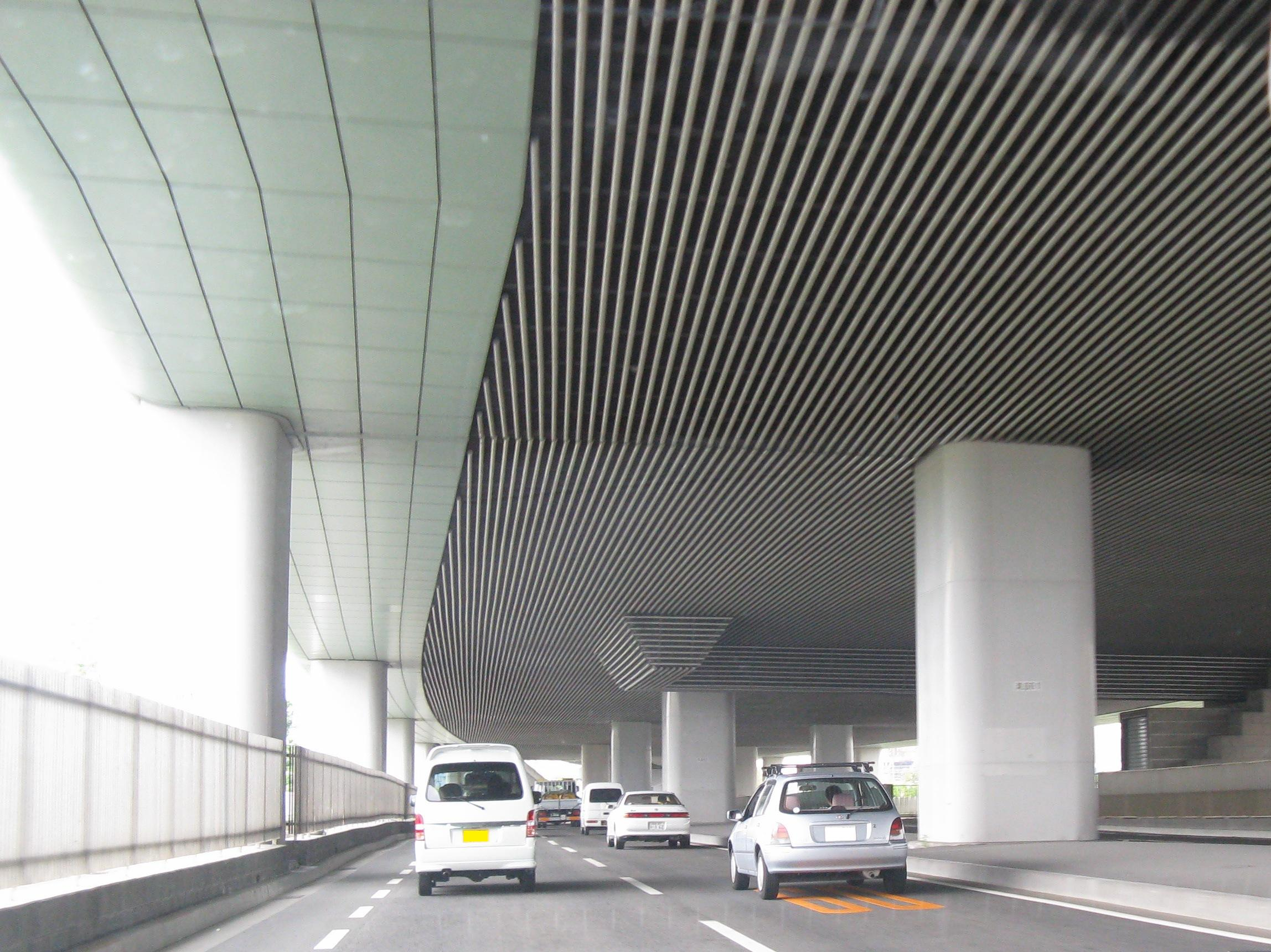
大阪府道29号大阪臨海線（泉佐野市内）

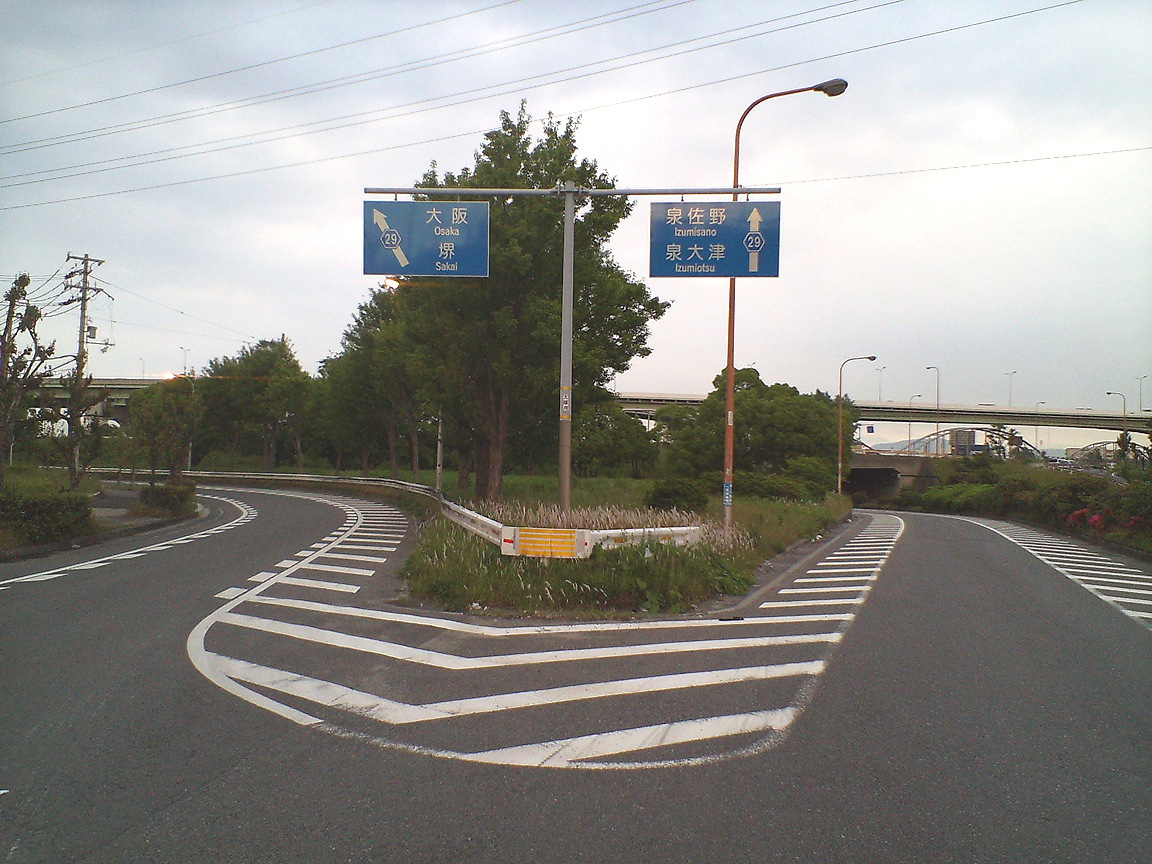
大阪府道29号大阪臨海線（高石市内）

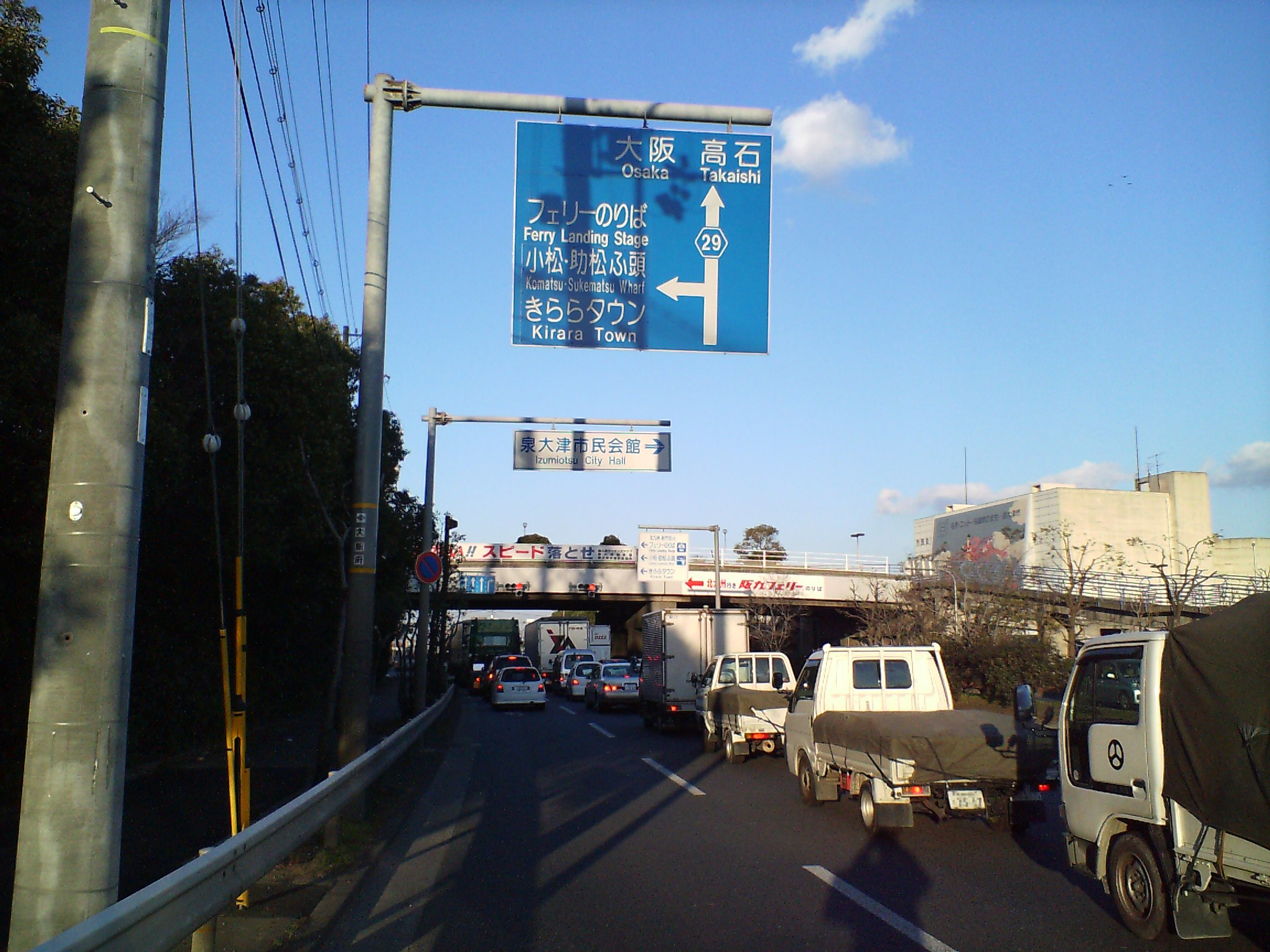
大阪府道29号大阪臨海線（泉大津市内）

- 国道2号 曽根崎通（大阪市福島区吉野・野田阪神前交差点、起点）
- 阪神高速道路3号神戸線 中之島西入口（大阪市北区中之島）
- 中之島通（上船津橋南詰交差点）
- 土佐堀通（土佐堀3交差点）
- 国道172号 本町通（大阪市西区靱本町・靭本町3交差点）
- 中央大通（阿波座駅前交差点）
- 阪神高速16号大阪港線 西長堀出入口（大阪市西区新町）
- 大阪府道173号大阪八尾線 長堀通（大阪市西区新町・鰹座橋交差点）
- 千日前通（汐見橋交差点）
- 阪神高速15号堺線 汐見橋入口（大阪市浪速区桜川）
- 阪神高速15号堺線 芦原出口（大阪市浪速区芦原）
- あみだ池筋（芦原橋交差点）
- 阪神高速17号西大阪線 北津守出入口（大阪市西成区北津守）
- 国道43号（大阪市西成区北津守・北津守ランプ前交点、大阪市西成区中開・中開3北交差点）
- 大阪府道5号大阪港八尾線（大阪市西成区南津守・南津守交差点）
- 大阪府道5号大阪港八尾線（大阪市西成区南津守・北加賀屋郵便局前交差点）
- 大阪府道179号住吉八尾線（大阪市住之江区北加賀屋・北加賀屋交差点）
- 大阪府道42号住吉八尾線（大阪市住之江区南加賀屋・南加賀屋4交差点）

堺市
- 国道26号（堺市堺区神南辺町・北公園前交差点）
- 国道26号・大阪府道12号堺大和高田線（堺市堺区戎島町・戎島町交差点）
- 大阪府道195号堺港線（堺市堺区大浜北町5丁）
- 阪神高速4号湾岸線 大浜出入口（堺市堺区大浜北町）
- 阪神高速4号湾岸線 出島出入口（堺市堺区出島西町）
- 大阪府道34号堺狭山線・大阪府道204号堺阪南線（堺市西区西区浜寺石津町西・石津北交差点）
- 阪神高速4号湾岸線 石津出入口（堺市西区西区石津西町）
- 阪神高速4号湾岸線 浜寺出入口（堺市西区築港浜寺町）

高石市
- 阪神高速4号湾岸線 高石出入口（高石市高砂1丁目）

泉大津市
- 大阪府道36号泉大津美原線（泉大津市助松町・助松橋交差点 堺泉北道路に接続）
- 阪神高速4号湾岸線 助松出入口（泉大津市助松町）
- 阪神高速4号湾岸線 泉大津出入口（泉大津市新港町・泉北五区交差点）
- 大阪府道225号大津港線（泉大津市東港町・港交差点）

岸和田市
- 阪神高速4号湾岸線 岸和田北出入口・大阪府道40号岸和田牛滝山貝塚線（岸和田市木材町・木材町交差点）
- 大阪府道39号岸和田港塔原線（岸和田市大北町・岸和田港交差点 / 大北町北交差点 / 大北町交差点）
- 阪神高速4号湾岸線 岸和田南出入口（岸和田市地蔵浜町・地蔵浜北交差点=天保山方面）

貝塚市
- 大阪府道40号岸和田牛滝山貝塚線（貝塚市脇浜・脇浜西交差点）
- 阪神高速4号湾岸線 貝塚出入口（貝塚市脇浜・貝塚ランプ南交差点=りんくう方面のみ）
- 大阪府道64号和歌山貝塚線（貝塚市澤・臨海二色の浜交差点）

泉佐野市
- 阪神高速4号湾岸線 泉佐野北出入口（泉佐野市住吉町）
- 大阪府道20号枚方富田林泉佐野線・大阪府道63号泉佐野岩出線・大阪府道204号堺阪南線（泉佐野市下瓦屋・井原の里駅下り交差点）
- 阪神高速4号湾岸線 泉佐野南出入口（泉佐野市りんくう往来北）
- 国道481号・関西国際空港連絡橋・大阪府道63号泉佐野岩出線 りんくう大通り（泉佐野市りんくう往来北・空連道臨海北交差点 / 空連道臨海南交差点、終点）

### 沿線
福島区
- 阪神電気鉄道本社
- 大阪市中央卸売市場本場
- 野田駅（阪神本線）・野田阪神駅（地下鉄千日前線）・海老江駅（JR東西線）

西区
- 旧川口居留地
- 靱公園
- 大阪市立中央図書館
- 京セラドーム大阪
- 阿波座駅（地下鉄中央線・千日前線）
- 西長堀駅（地下鉄千日前線・長堀鶴見緑地線）

浪速区
- リバティおおさか
- 汐見橋駅（南海電気鉄道）
- 芦原橋駅（大阪環状線）

西成区
- 津守神社
- 南津守さくら公園
- 南津守中央公園

住之江区
- クリエイティブセンター大阪
- 大阪府営住之江公園
- 住之江公園駅（大阪市高速電気軌道）
- 大阪護國神社
- 住之江競艇場
- オスカードリーム

堺市
- 堺泉北臨海工業地帯
- Jグリーン堺
- 堺港
- 堺浜シーサイドステージ
- 旧堺燈台
- 大浜公園 - 堺市立大浜体育館
- 大阪府営浜寺公園

高石市
- 大阪府立臨海スポーツセンター
- 大阪府立高石高等学校

泉大津市
- 助松公園
- 泉大津港（阪九フェリー）

岸和田市
- 阪南港
- 岸和田市木材コンビナート
- 岸和田市立野村中学校
- 岸和田カンカンベイサイドモール
- 岸和田市立浪切ホール
- 浜工業公園

貝塚市
- コスタモール二色の浜
- 二色の浜公園
  - 二色の浜海水浴場
- 二色港

泉佐野市
- 泉佐野市食品コンビナート
- 泉州港
- 泉佐野港（南海淡路ライン）
- りんくうタウン
  - りんくうゲートタワービル
  - りんくうタウン駅・りんくうパピリオ